# Hallelujah ! (film)
Pour les articles homonymes, voir Alléluia (homonymie).
Pour plus de détails, voir Fiche technique et Distribution.
Hallelujah ! est un film américain réalisé par King Vidor, sorti en 1929.
En 2008, le film est rentré dans le National Film Registry pour conservation à la Bibliothèque du Congrès  aux États-Unis.

## Synopsis
Le film suit l'itinéraire de Zeke Johnson, l'aîné d'une famille travaillant dans la récolte du coton. Le jeune homme se laisse entraîner à la ville par une belle jeune femme, Chick, avec sur lui l'argent de la vente du coton. Il perd tout au jeu, dupé par Chick et son souteneur Hot Shot, avant de s'engager dans une rixe de bar où son jeune frère finit accidentellement tué. Rongé par le remords, il retourne au foyer familial et prend l'habit de pasteur, bien décidé à mener une vie réglée et à épouser Missy Rose, la jeune fille rangée avec qui il a grandi. Mais sa route recroise celle de l'ensorcelante Chick, qui va de nouveau lui faire entrevoir les tentations de la chair et du péché.

## Fiche technique
- Titre original : Hallelujah!
- Réalisateur : King Vidor
- Assistant-réalisateur : Robert A. Golden, Harold Garrison
- Scénario : Wanda Tuchock
- Dialogues : Ransom Rideout
- Intertitres : Marian Ainslee
- Direction artistique : Cedric Gibbons
- Costumes : Henrietta Frazer
- Photographie : Gordon Avil
- Son : Douglas Shearer
- Montage : Hugh Wynn et Anton Stevenson
- Producteurs : King Vidor et Irving Thalberg
- Société de production : Metro-Goldwyn-Mayer Corporation
- Société de distribution : Metro-Goldwyn-Mayer Distributing Corporation
- Pays de production :  États-Unis
- Langue originale : anglais
- Format : Noir et blanc - 35 mm — 1,20:1- Mono (Western Electric Sound System)
- Genre : drame
- Durée : 109 minutes
- Date de sortie :
  - États-Unis : 20 août 1929

## Distribution
- Daniel L. Haynes : Zekial "Zeke" Johnson
- Nina Mae McKinney : Chick
- William Fountaine : "Hot Shot"
- Harry Gray : Pappy "Parson" Johnson
- Fanny Belle DeKnight : Mammy Johnson
- Everett McGarrity : Spunk Johnson
- Victoria Spivey : Missy Rose
- Milton Dickerson : un enfant Johnson
- Robert Couch : un enfant Johnson
- Walter Tait : un enfant Johnson
- Evelyn Pope Burwell : la chanteuse
- William Allen Garrison : le dur
- Sam McDaniel : Adam
- les Dixie Jubilee Singers

## Chansons du film
- Waiting at the End of the Road et Swanee Shuffle : paroles et musique d'Irving Berlin
- Goin' Home et Swing Low, Sweet Chariot : traditionnels

## Autour du film
- Il s'agit du premier film parlant réalisé par King Vidor, quoique l'essentiel du travail sonore ait été effectué en postsynchronisation pour ne pas subir les caméras massives et peu pratiques des premiers temps du parlant. Il est d'ailleurs considéré comme le premier film entièrement doublé de l'histoire du cinéma[1].
- Hallelujah ! est le deuxième film hollywoodien à présenter une distribution intégralement afro-américaine, le premier étant Hearts in Dixie (1929).

## Distinction
- National Board of Review: Top Ten Films 1929
- National Film Preservation Board en 2008.